# Agora (enseigne)
Pour les articles homonymes, voir Agora (homonymie).
 (juillet 2011).
Agora était une enseigne de distribution spécialisée dans les produits culturels et multimédia située à l'île de La Réunion, département d'outre-mer français dans le sud-ouest de l'océan Indien. Gérée par la société réunionnaise Vindémia, filiale du groupe Casino, elle était à l'origine présente à travers sept points de vente dont cinq situés dans des centres commerciaux de Saint-Benoît, Saint-André, Sainte-Marie, Le Port et Saint-Pierre aux côtés des hypermarchés Jumbo Score appartenant également au groupe Vindémia. Celui situé à Saint-Denis, Rue du Maréchal-Leclerc, a fermé en début d'année 2014 après environ 2 ans d'existence à cause d'une trop faible rentabilité.
La plupart des points de vente ont été remplacés par des magasins de l'enseigne métropolitaine Fnac.

## Points de vente au total
- Centre commercial Sacré-Cœur, au Port. (remplacé par Fnac)
- Centre commercial La Cocoteraie, à Saint-André. (fermé)
- Centre commercial Beaulieu, à Saint-Benoît. (remplacé par Fnac puis fermé en Décembre 2024)
- Rue du Maréchal-Leclerc, à Saint-Denis. (fermé)
- Centre commercial Grand Large, à Saint-Pierre. (remplacé par Fnac)
- Epicéa, à l'angle de la rue François de Mahy et de l'avenue des Indes, à Saint-Pierre. (remplacé par Fnac puis fermé en Septembre 2022)
- Centre commercial Duparc, à Sainte-Marie. (remplacé par Fnac)

## Annexe